# Mycoplasma bovis
Mycoplasma bovis es una de las 126 especies del género Mycoplasma y la célula viva más pequeña. Se trata de un organismo anaerobio sin pared celular, lo que lo hace resistente a la penicilina y otros antibióticos beta-lactámicos.
Afecta principalmente al ganado y tiene un impacto mínimo en otros animales de producción. No infecta a caballos ni a mascotas, aunque algunos pueden ser portadores.
El Departamento de Caza y Pesca de Wyoming ha reportado una alta mortalidad en el berrendo norteamericano debido a esta bacteria. Además, provoca enfermedades como mastitis en vacas lecheras, artritis en bovinos, neumonía en terneros y, posiblemente, abortos en la fase final de la gestación. No todos los infectados desarrollan síntomas; algunos actúan como portadores asintomáticos, favoreciendo la propagación entre granjas al trasladar ejemplares aparentemente sanos.

## Signos y síntomas

### Mastitis

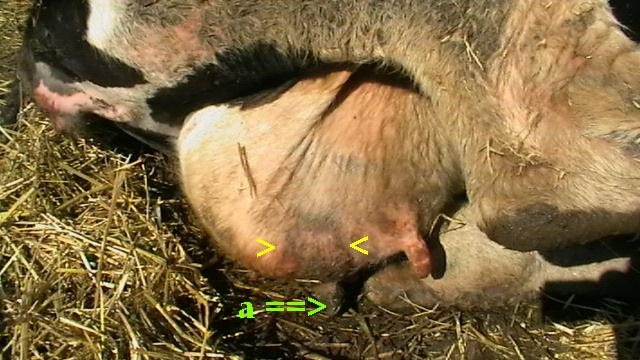
Mastitis gangrenosa en una vaca, Día 10; flecha verde: necrosis completa del pezón; flechas amarillas: límites del tejido gangrenoso, pero el área necrótica no está bien delimitada en la parte superior de la ubre

La mastitis puede causar una disminución del potasio y lactoferrina, además de disminuir la caseína, la principal proteína de la leche. Dado que la mayor parte del calcio en la leche está asociado con la caseína, la alteración en su síntesis contribuye a una menor concentración de calcio. Además, la proteína láctea sigue deteriorándose durante el procesamiento y almacenamiento. La leche de vacas con mastitis también presenta un mayor recuento de células somáticas, lo que, en términos generales, se asocia con una menor calidad del producto.

### Enfermedad respiratoria bovina
En los primeros casos de enfermedad respiratoria bovina (ERB), los pulmones y las vías respiratorias suelen estar doloridos, por lo que el animal intentará despejar las vías respiratorias con una tos leve, tentativa y suave. La fiebre superior a 40 °C (104 °F) es uno de los primeros signos de ERB.
- Depresión
- Falta de apetito
- Letargo
- Signos respiratorios:
  - Respiración rápida y superficial
  - Tos

### Artritis
El ganado afectado por artritis tiene dificultades para moverse, incluyendo problemas para levantarse, además de hinchazón en las articulaciones. Algunos brotes presentan muchos terneros cojos, mientras que otros no muestran terneros afectados. Algunos terneros tienen articulaciones tan inflamadas y dolorosas que evitan caminar hacia los comederos y bebederos. En casos raros, los terneros pueden presentar problemas en la columna vertebral, fatiga, irritabilidad, atrofia muscular, lamido, masticación y mordisqueo.

## Prevención
Existen muchas maneras de prevenir que el ganado contraiga Mycoplasma bovis y otras bacterias patógenas.

### Transporte de animales
Los vehículos de transporte de animales deben limpiarse con desinfectantes antes y después de su uso. Se deben tomar muestras ambientales y enviarlas a un laboratorio de microbiología. Si se detectan bacterias dañinas, se deben tomar medidas adicionales.

### Visitantes
Solo se debe permitir el acceso a la granja a personas autorizadas. Los visitantes deben llegar con ropa y calzado limpios. El uso de desinfectante al llegar y al salir puede reducir la propagación de bacterias. Por ejemplo, se puede colocar una alfombra con desinfectante en la entrada de la granja.

### Inspección y mantenimiento semanal
La limpieza semanal de todas las áreas y equipos reduce las probabilidades de que los animales se enfermen. Además, es importante limpiar el contenedor de alimento y mantener el pienso seco. Duplicar la cerca perimetral con un espacio de 15 cm evita el contacto entre animales de diferentes propiedades.

## Diagnóstico
Mycoplasma bovis puede analizarse mediante cultivo, PCR (reacción en cadena de la polimerasa) o serología. Su cultivo es difícil debido a su lento crecimiento y la necesidad de un agar especial. Por ello, la PCR es el método más utilizado, junto con la serología. Una colaboración entre seis laboratorios europeos (CoVetLab) demostró que los diferentes métodos de PCR utilizados funcionaban correctamente.
El proyecto CoVetLab también evaluó tres métodos serológicos y encontró que dos de ellos tenían un buen desempeño.

## Historia y taxonomía
Mycoplasma bovis fue aislado por primera vez en los Estados Unidos a partir de la leche de una vaca con mastitis en 1961. Inicialmente, Hale y sus colegas lo describieron como Mycoplasma agalactiae var. bovis, basándose en sus reacciones bioquímicas y su asociación con la mastitis bovina. Estudios posteriores, basados en respuestas serológicas y estudios de homología del ADN, confirmaron que el nuevo Mycoplasma era una especie diferente y lo renombraron como Mycoplasma bovis.
Hasta junio de 2017, solo dos países de la OCDE (Nueva Zelanda y Noruega) se consideraban libres de Mycoplasma bovis, pero en julio de 2017 se detectaron casos positivos en ganado cerca de Oamaru, Nueva Zelanda; véase Brote de Mycoplasma bovis de 2017

## Pérdidas para la economía
Solo existen estimaciones sobre las pérdidas económicas causadas por Mycoplasma bovis en dos continentes. En Europa, la pérdida estimada debido a Mycoplasma bovis es de aproximadamente €576 millones por año. En los Estados Unidos, la pérdida total se estima en $108 millones. Las pérdidas en EE. UU. debido a la mastitis, la falta de aumento de peso y la disminución del valor de la canal se valoran en $32 millones. El control de Mycoplasma bovis resulta muy costoso tanto para el gobierno como para los agricultores. Además, afecta la producción de leche y el costo del tratamiento es elevado. Dado que las vacas son la principal fuente de ingresos para la mayoría de los agricultores, muchos gobiernos deben reembolsarles por la pérdida de ingresos y el valor del ganado, lo que impacta la economía.

## Tratamiento
Las especies de Mycoplasma tienen características inusuales para las bacterias. A diferencia de otras bacterias, pueden vivir en cultivos fuera de las células y carecen de pared celular. Algunos antibióticos actúan dañando la pared celular, por lo que no son efectivos contra las especies de Mycoplasma. Sin embargo, pueden ser eliminadas por antibióticos como las tetraciclinas, los macrólidos o la eritromicina, que no actúan sobre la pared celular. Draxxin (tulatromicina) y Resflor Gold son los únicos medicamentos aprobados para tratar Mycoplasma bovis en ganado bovino, pero el Florfenicol (Nuflor) y Batril también pueden utilizarse. La duración normal del tratamiento es de 10 a 14 días mediante terapia antibiótica.

### Vacunación
Existen varias vacunas disponibles: Pulmo-Guard MpB, Mycomune Mycoplasma Bovis bacterin y Myco-BacTM B.

## Lectura adicional
- Mycoplasma bovis MPI Nueva Zelanda